# Stenærenpris
Stenærenpris (Veronica prostrata), ofte skrevet sten-ærenpris, er er staude med en krybende, tæppedannende vækst. Stænglerne er først dunhårede og lysegrønne, men de bliver snart lysebrune. Bladene sidder modsat, og de er ovale med tandet rand. Oversiden er græsgrøn med forsænket midterribbe, mens undersiden er en smule lysere. 
Blomstringen sker i maj-juni, hvor man ser de oprette blomsterskud bære endestillede aks af blåviolette blomster. Blomsterne er næsten regelmæssige. Frugterne er kapsler med mange frø.
Rodnettet består af en jordstængel med et tæt netværk af trævlerødder. Overjordiske stængler med jordkontakt danner ligeledes trævlede rødder.
Højde x bredde og årlig tilvækst: 0,10 x 1,0 m (10 x 10 cm/år).

## Hjemsted
Arten hører hjemme på tørre voksesteder med steppekarakter i Central- og Østeuropa. 
I biosfærereservatet Spreewald i den tyske delstat Brandenburg fandtes planten tidligere sammen med bl.a. katteurt, merian, svalerod, dueskabiose, engsalvie, guldhårasters, hedemelbærris, hvidplettet lungeurt, liden skjaller, nældeklokke og rundfinnet radeløv.
| Portal | Portal:Botanik |